# Calle Antonio Ricaurte
La Calle Antonio Ricaurte es un eje vial en la metrópoli de Santiago, comuna de la Región Metropolitana. Es la única arteria del centro de Santiago que conserva a la vista su pavimento original de canto rodado, propio del desarrollo vial de principios del siglo XX. En 2008, mediante el decreto 401, es considerada Monumento Histórico por el Consejo de Monumentos Nacionales de Chile.

## Historia
La calle data desde 1911. Fue empedrada con piedra de río, también conocidas como de canto rodado, una técnica utilizada en la época para construir calzadas secundarias pues era un material firme y económico, permeable a las lluvias y resistente a las distintas erosiones que sufren las calzadas urbanas.
Su nombre actual homenajea a Antonio Ricaurte, militar colombiano que tuvo una importante participación en las guerras de independencia de ese país. 

## Descripción
El tipo de pavimento de canto rodado que caracteriza a la calle Antonio Ricaurte está hecho con piedras de río y es más rudimentario que el adoquinado, de superficie irregular, con piedras cuyos tamaños varían entre los 4 y 18 cm. y separadas entre ellas también por distancias variables. La calzada de la calle Antonio Ricaurte es la única dentro de la comuna de Santiago que mantiene, a la vista, este tipo de pavimento, presentando una valiosa singularidad. Es considerada como representativa del patrimonio cultural urbano de la ciudad de Santiago.